# 1915 в авіації
Основна стаття: Авіація.

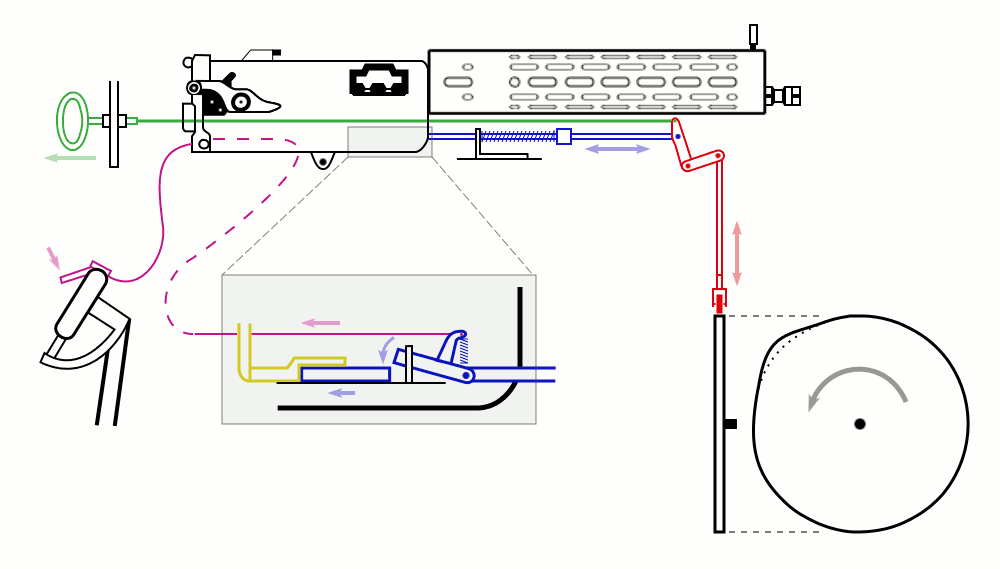
1915 рік, революційне відкриття у авіації — синхронний кулемет Антона Фоккера

Хронологічний список подій у авіації за 1915 рік.

## Події
- 7 січня — Італією створено Військово-повітряний корпус в складі Італійської королівської армії.
- 3 березня — Конгресом США, прийнято акт, що створює Національний консультативний комітет з повітроплавання (попередник НАСА).
- 28 липня — в Петрограді заснована офіцерська школа морської авіації.
- 15 жовтня — Орвілл Райт продає компанію Wright Company, котру він заснував у 1909 разом зі своїм покійним братом Вілбером Райтом, групі інвесторів з Нью-Йорку[Вин. 2].

### В межах Першої світової війни
- в ніч з 19 на 20 січня — перший рейд німецьких Цепелінів L 3, L 4 та L 6 на Сполучене Королівство.
- 24 січня — дирижабль Цепелін L 5 бере участь у морському бою при Доггер-банці.
- 25 січня — Імператорські ВМС Німеччини зазнають першої втрати дирижабля PL 19 з початку війни.
- 15 лютого — Ілля Муромець «Київський» виконав перший успішний бойовий виліт.
- 24 березня — п'ять Avro 504 з ескадрильї № 1 Королівської військово-морської авіації (англ. Royal Naval Air Service), руйнують два німецьких підводних човни, на корабельні поблизу Антверпена.
- 1 квітня — французький ас Ролан Гаррос (фр. Roland Adrien Georges Garros) здобуває свою першу повітряну перемогу.
- 3 травня — під час патрулювання над Північним морем, німецький флотський Цепелін L 9, натикається на чотири британських підводних човни на поверхні і атакує їх. На HMS E5 виникає пожежа — три інших човни занурюються.
- 1 липня — німецький льотчик-ас Курт Вінтгенс (нім. Kurt Wintgens; 1 серпня 1894 — 25 вересня 1916) на Fokker M.5, збиває за допомогою синхронного кулемету MG 14 Parabellum, французький літак Morane-Saulnier L[1].
- 19 липня — Жорж Гінеме́р (фр. Georges Guynemer; 24 грудня 1894 — 11 вересня 1917) на Morane-Saulnier L здобуває першу зі своїх 54 перемог.
- 1 серпня — Макс Імельман (нім. Max Franz Immelmann; 21 вересня 1890 — 18 червня 1916) здобуває свою першу перемогу.
- 12 серпня — британець Чарльз Едмондс (англ. Charles Humphrey Kingsman Edmonds; 20 квітня 1891 — 26 вересня 1954), стає першим пілотом, що топить на Short Type 184 турецький торговельний корабель повітряною торпедою[2].
- 19 серпня — Освальд Бьолькє (нім. Oswald Boelcke; 19 травня 1891 — 28 жовтня 1916) здобуває свою першу перемогу.
- 12 вересня — Ян Оліслегерс (нід. Jan Olieslagers; 14 травня 1883 — 24 березня 1942) став першим бельгійським льотчиком, що здобув повітряну перемогу.

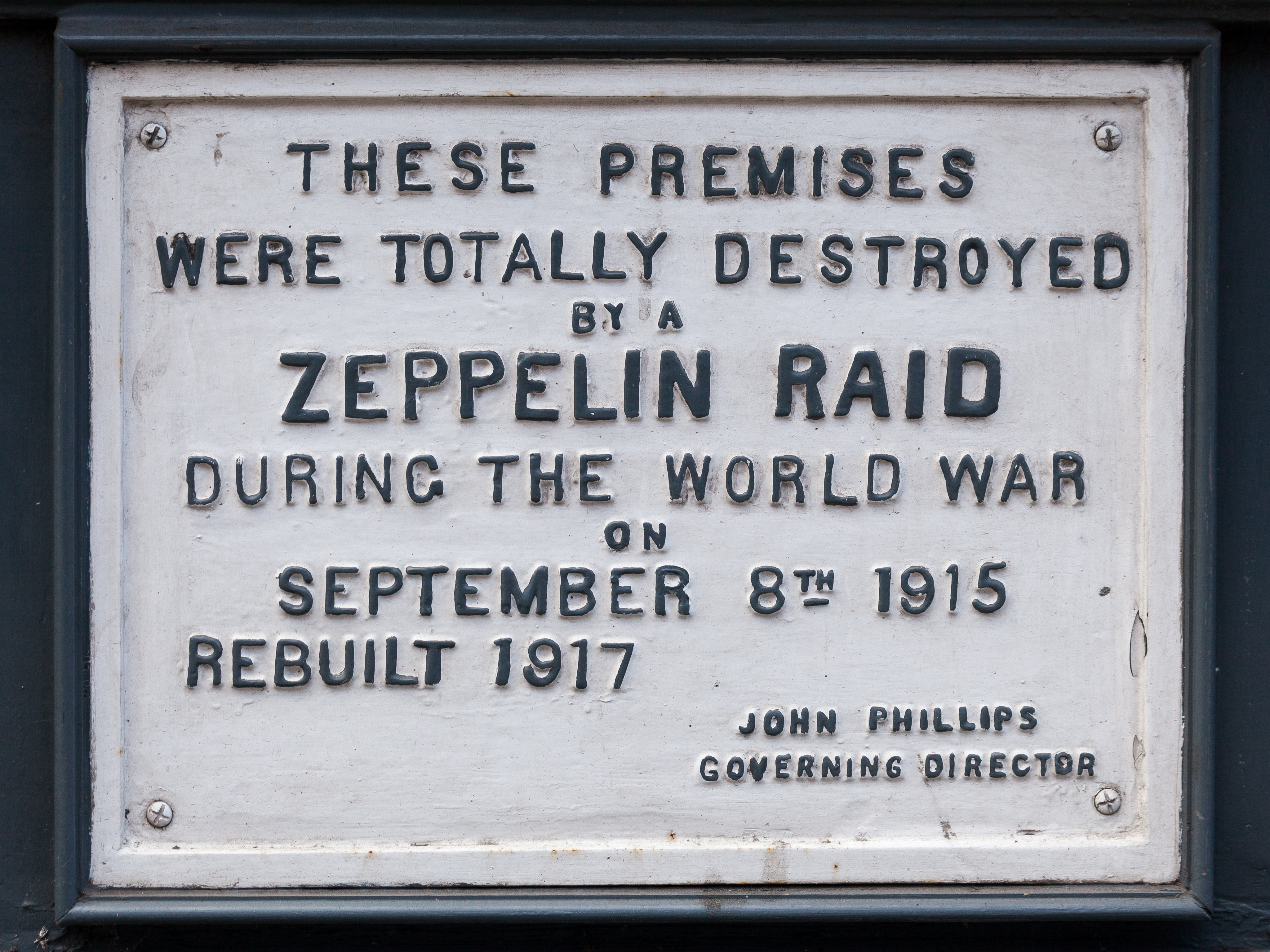
Меморіальна дошка в пам'ять про рейди цепелінів, Фарінгдон Роуд 61, Лондон.
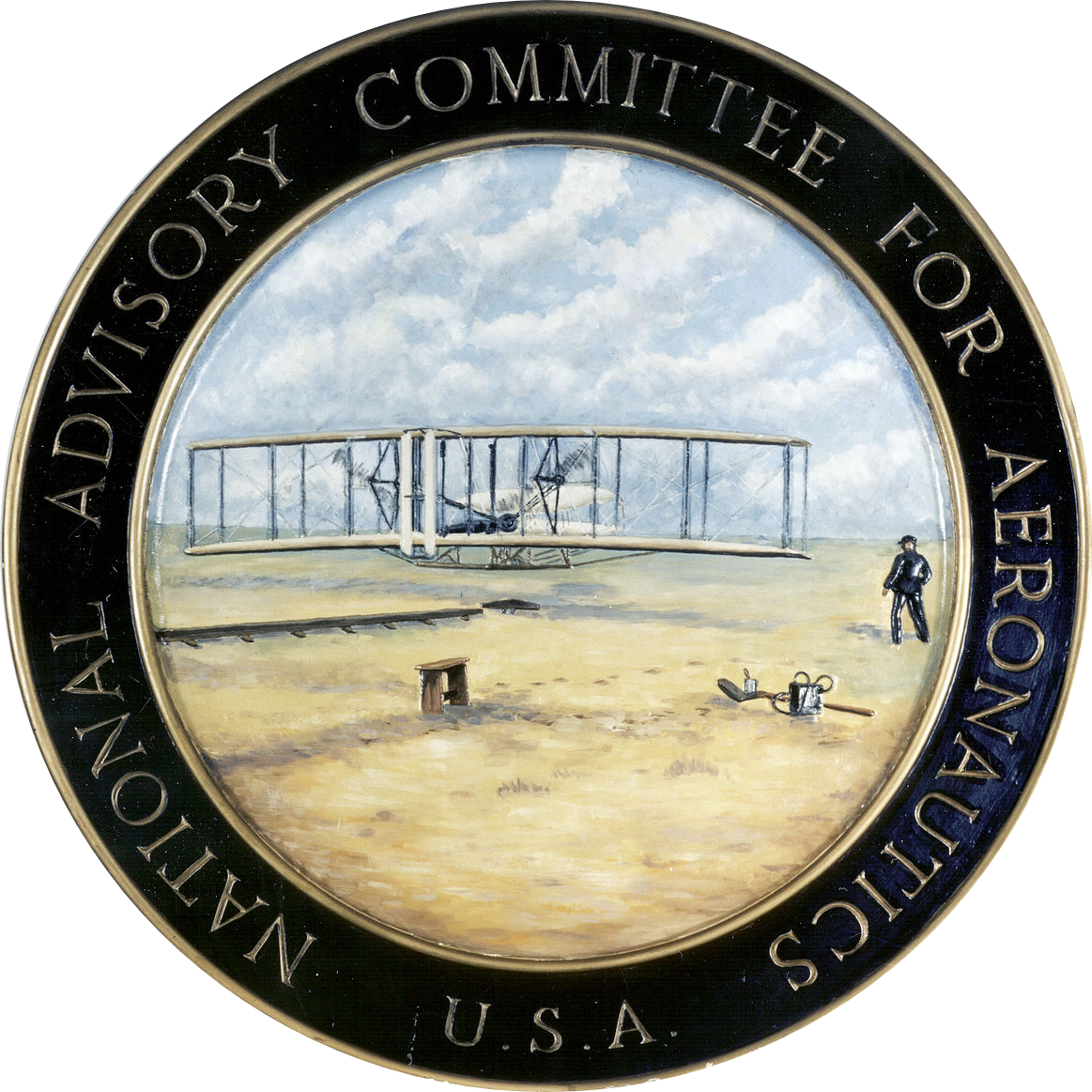
Офіційна печатка NACA, що змальовує перший політ братів Райт
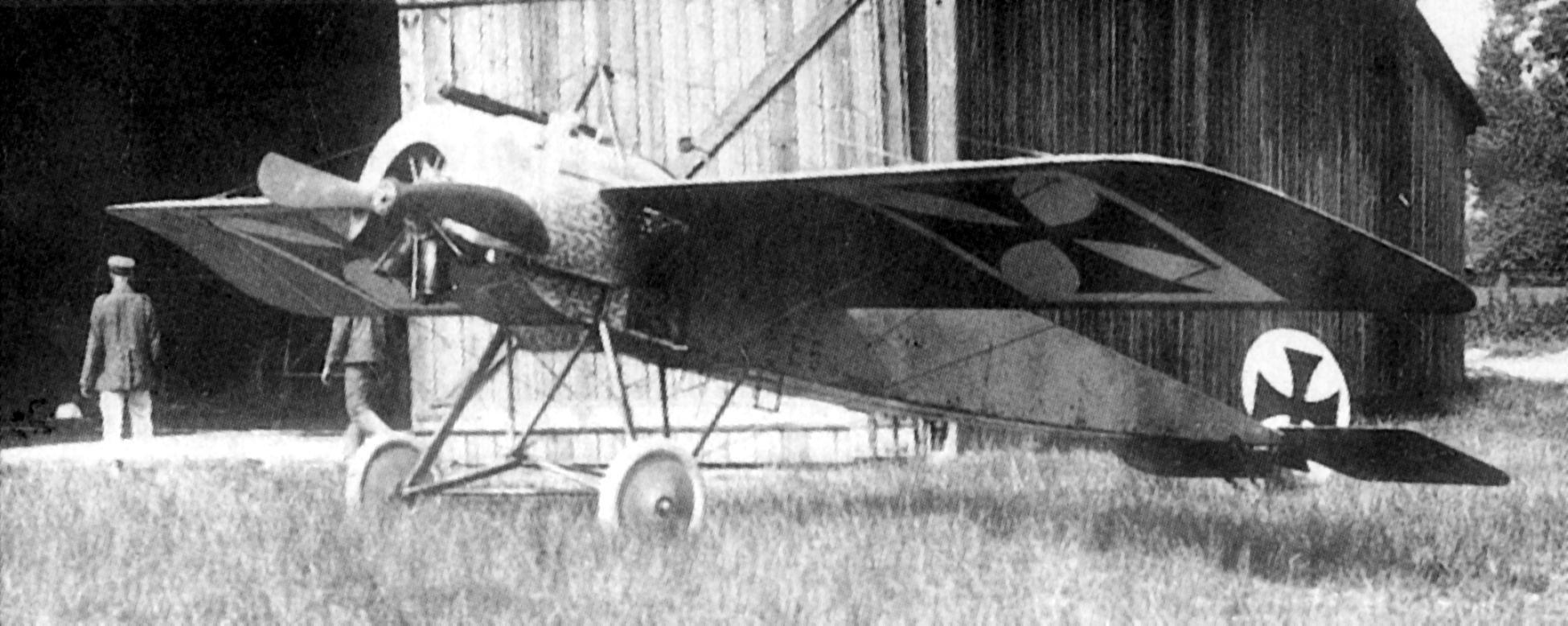
Fokker M.5 із синхронним кулеметом
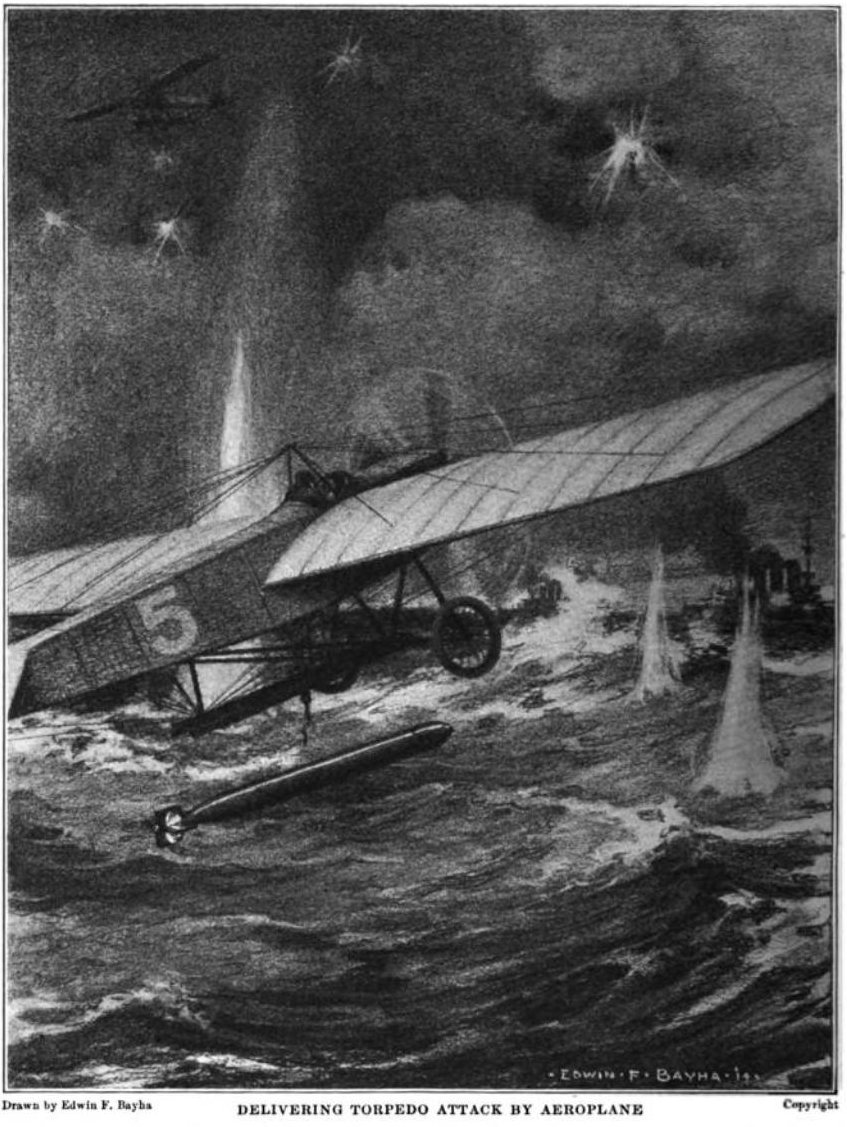
Торпедна атака морської цілі

## Перший політ
- 30 січня — німецький важкий бомбардувальник Gotha FU, прототип Gotha G.I.
- січень — Airco DH.1, британський біплан.
- 8 березня — White & Thompson Bognor Bloater, британський розвідник та прибережний патрульний біплан.
- 11 квітня — Zeppelin-Staaken V.G.O.I, німецький важкий бомбардувальник (також Riesenflugzeug, дослівно — Гігантський літак).
- 12 квітня — М-5, літаючий човен конструкції Дмитра Павловича Григоровича[3].
- 21 травня — SPAD S.A, французьким двомісним біплан.
- 24 травня — Siemens-Schuckert R.I, німецький бомбардувальник.
- 1 червня — Airco DH.2, британський винищувач-біплан.
- 4 червня — Marinens Flyvebaatfabrikk M.F.1, норвезький двомісний біплан гідролітак.
- 14 серпня — B.E.9, британський експериментальний біплан-розвідник та винищувач.
- 26 жовтня — Siemens-Schuckert R.II, німецький бомбардувальник, прототип.
- 12 грудня — Junkers J 1, німецький експериментальний літак, перший літаючий суцільнометалевий літак в світі[4][5].
- 16 грудня — Sopwith 1½ Strutter, британський багатоцільовий біплан.
- 17 грудня — Handley Page Type O, британський біплан-бомбардувальник.
- 19 грудня — Анатра-Д, також Анаде, літак-розвідник, розроблений на одеському заводі аеропланів Анатра[6].

#### Без точної дати
- початок року — Short Type 184, британський двомісний гідролітак, розвідник, бомбардувальник і торпедоносець.
- LVG C.I, двомісний розвідувальний біплан німецької літакобудівної корпорації «LVG».

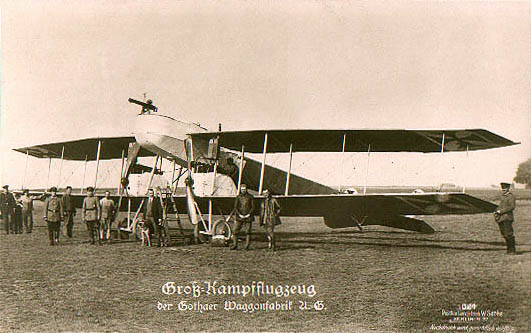
Gotha G.I
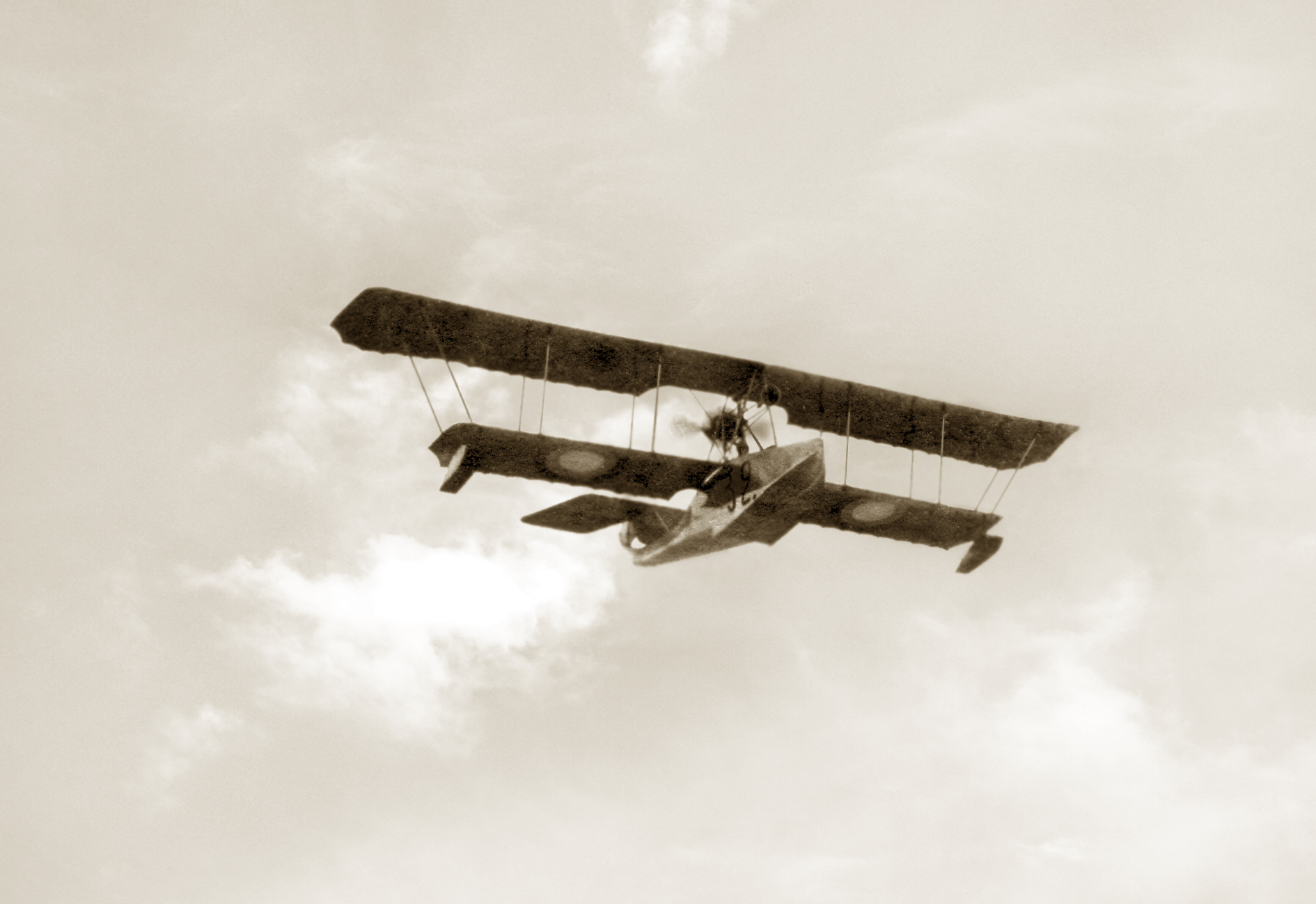
М-5
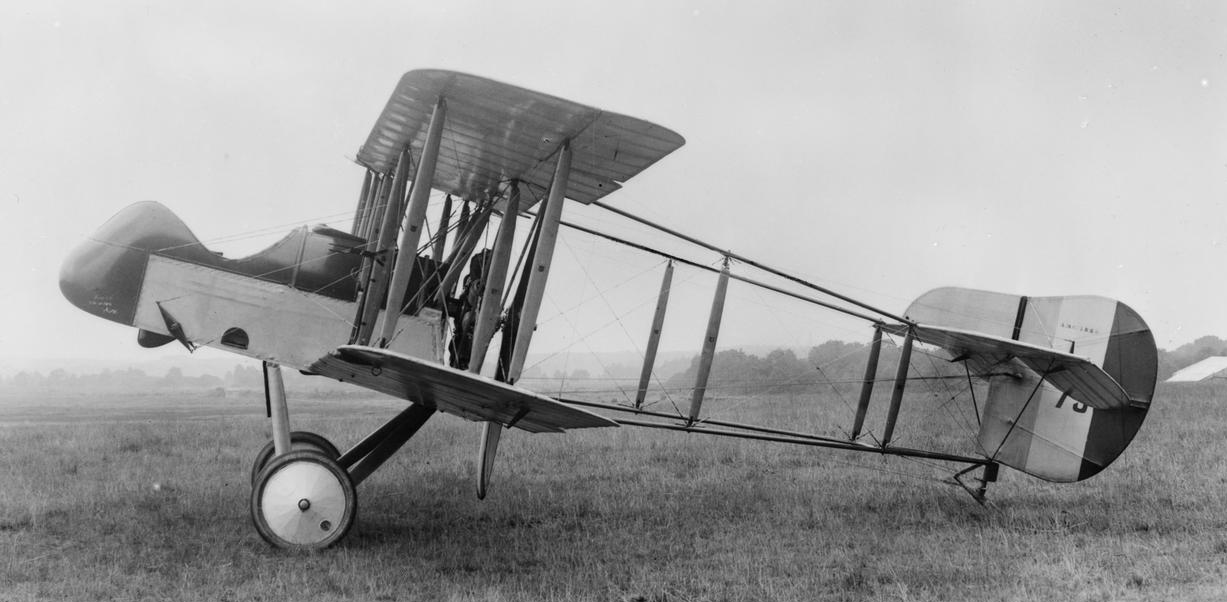
Airco DH.2
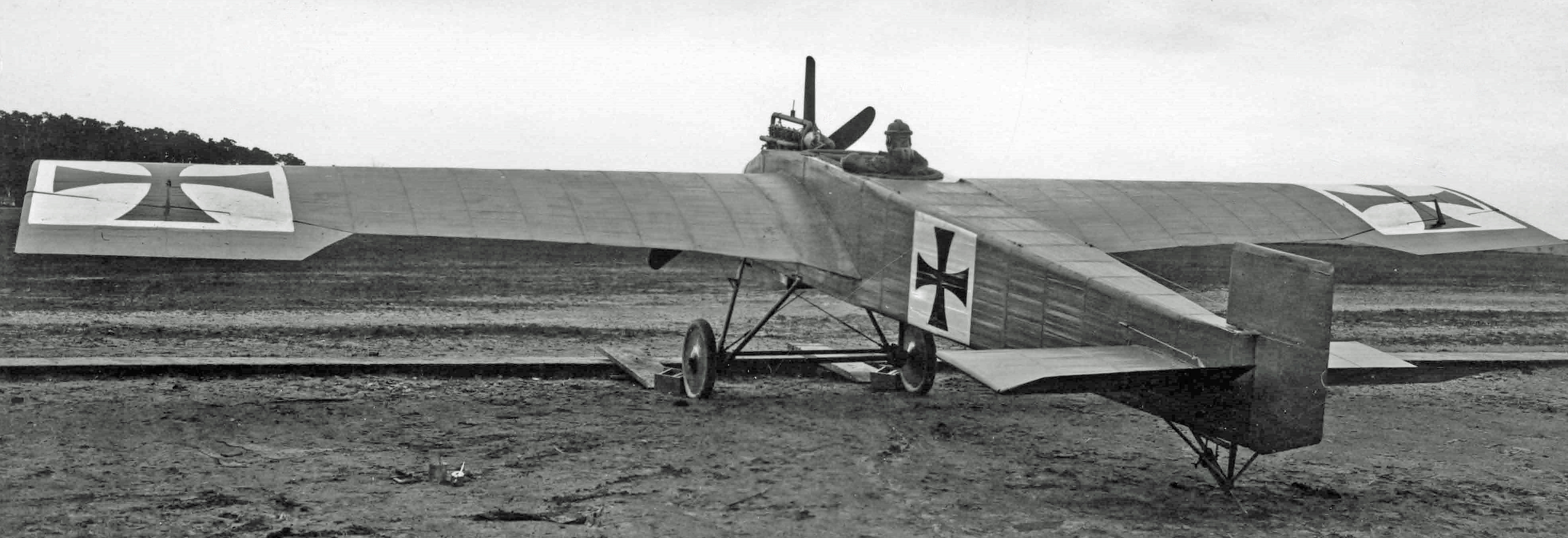
Junkers J 1
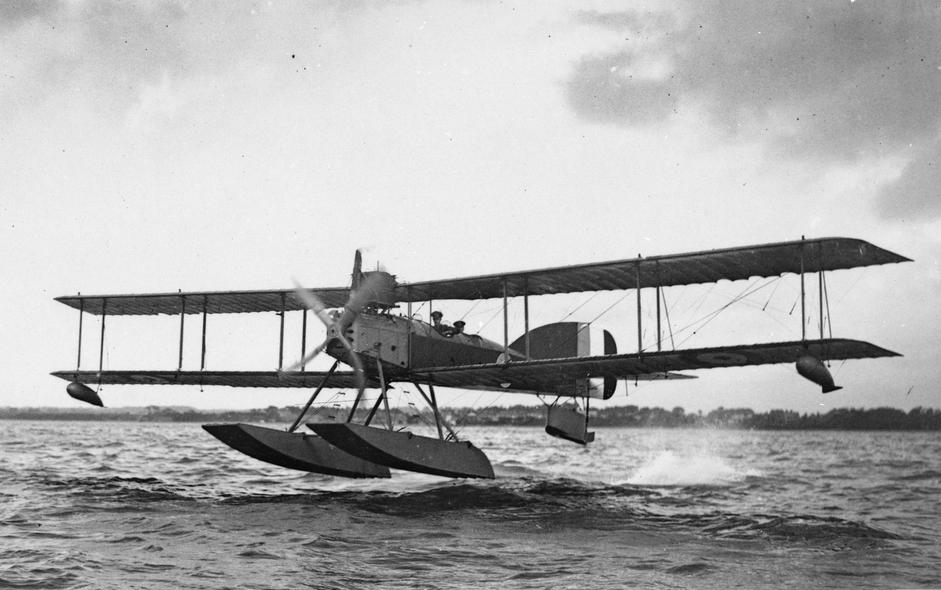
Short Type 184
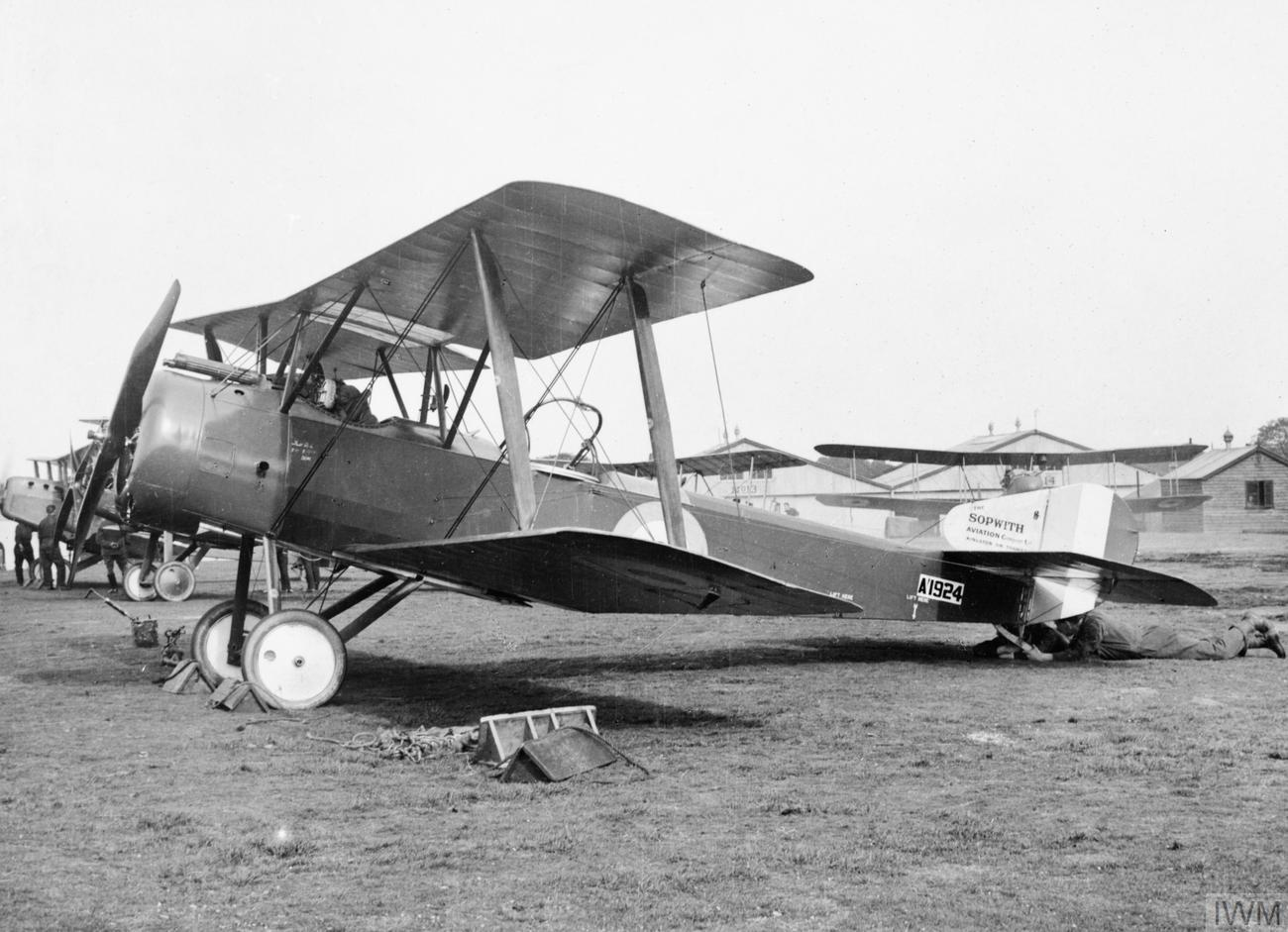
Sopwith 1½ Strutter
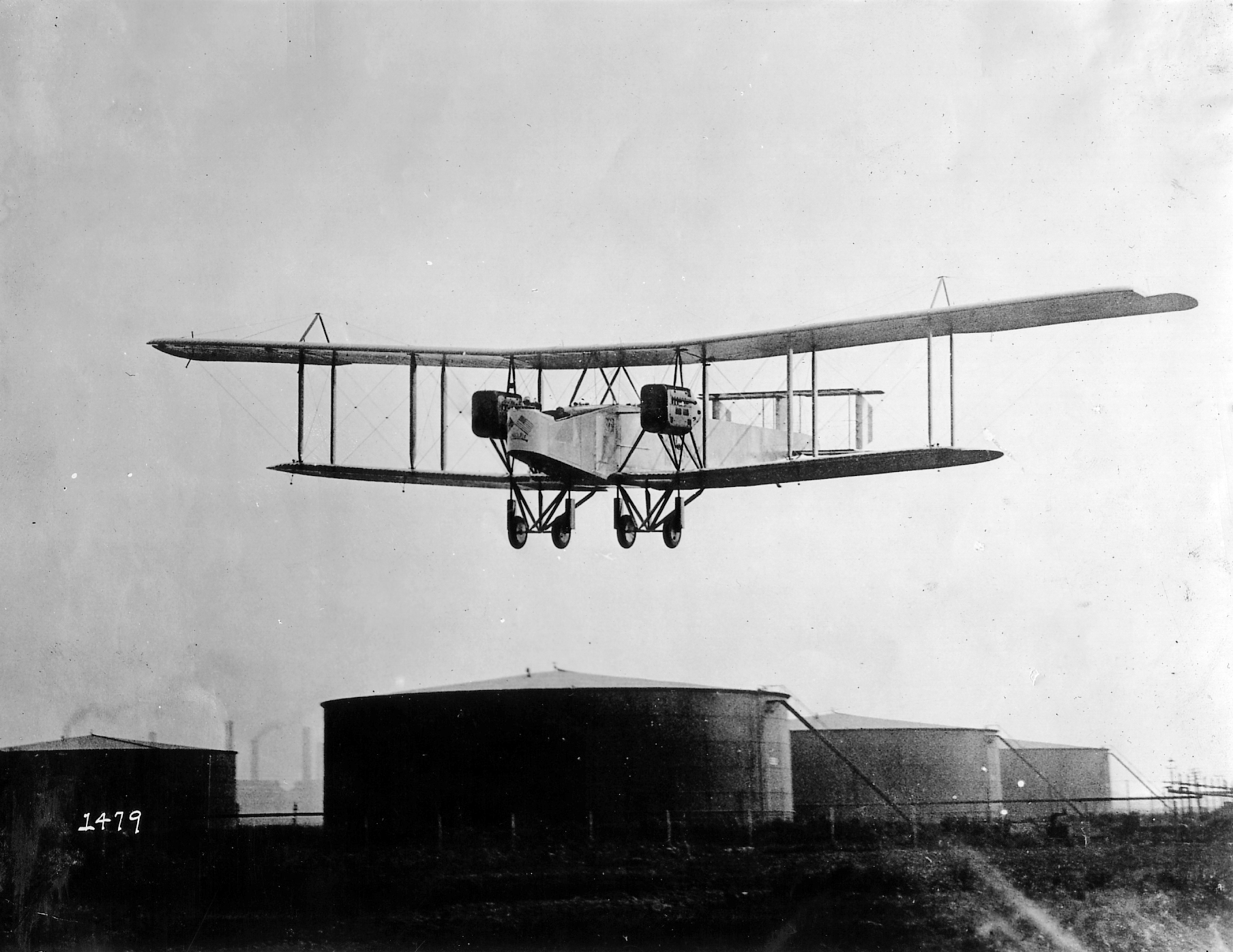
Handley Page Type O
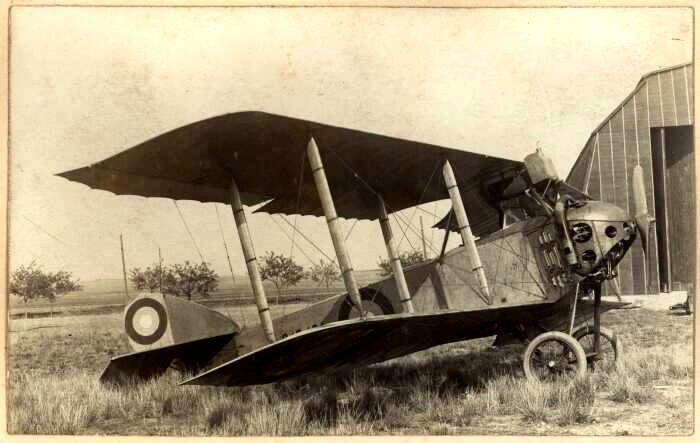
Анатра-Д

## Прийнято на озброєння (розпочато експлуатацію)
- 5 лютого — Vickers F.B.5, британський двомісним біплан.
- квітень — Morane-Saulnier N, французький одномісний винищувач-моноплан.
- червень — Fokker E.I, німецький одномісний винищувач-моноплан.
- вересень — F.E.2, британський двомісний біплан (винищувач, розвідник та нічний бомбардувальник).

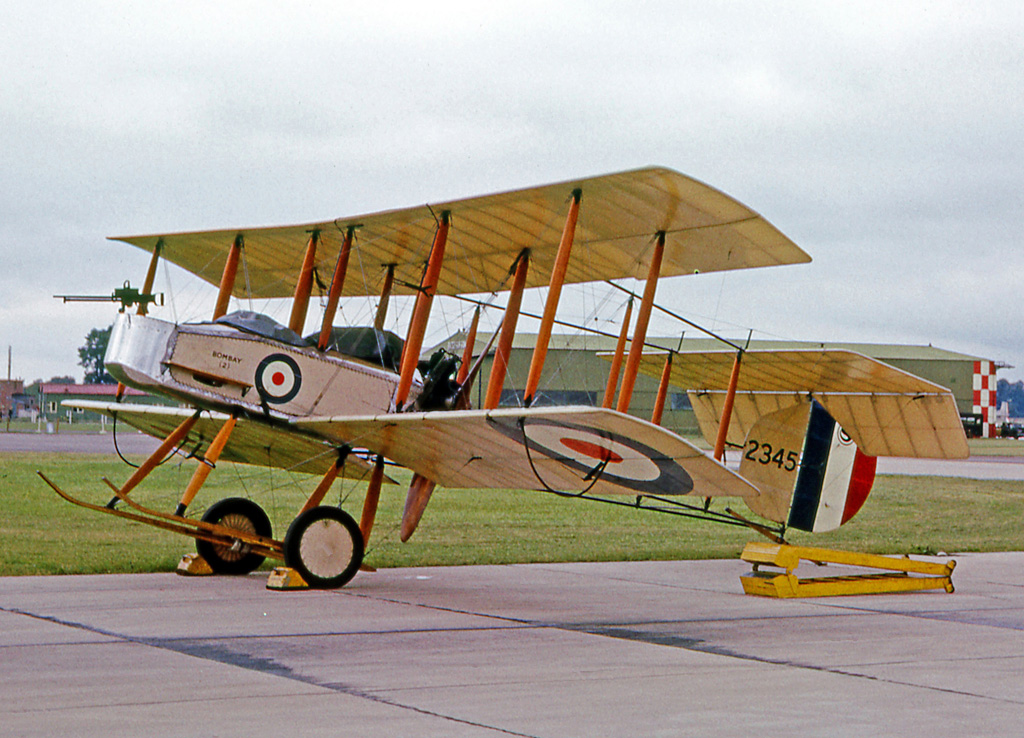
F.B.5
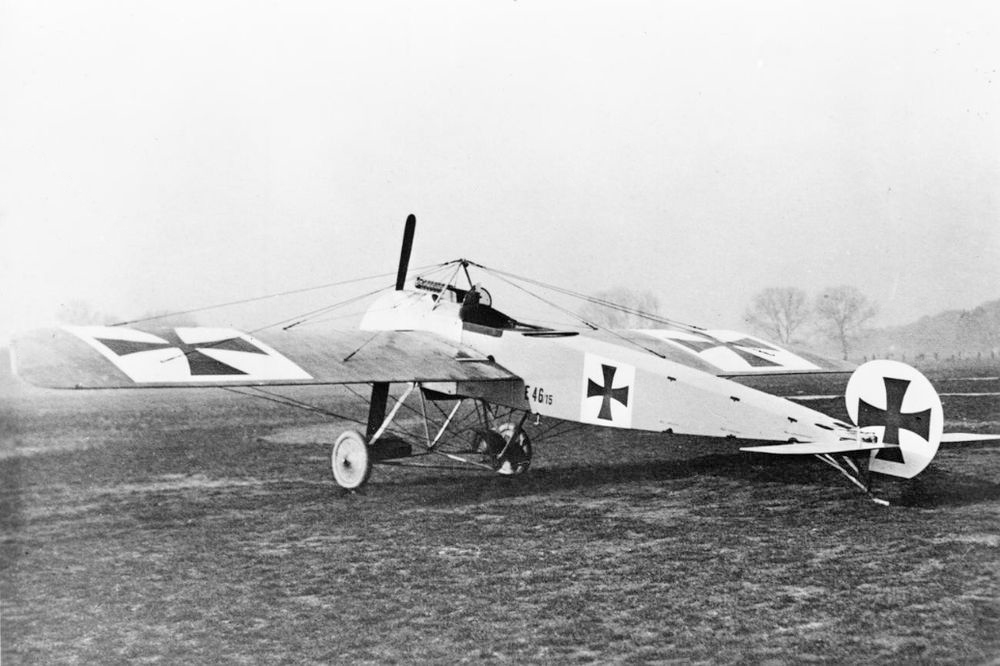
Fokker E.I
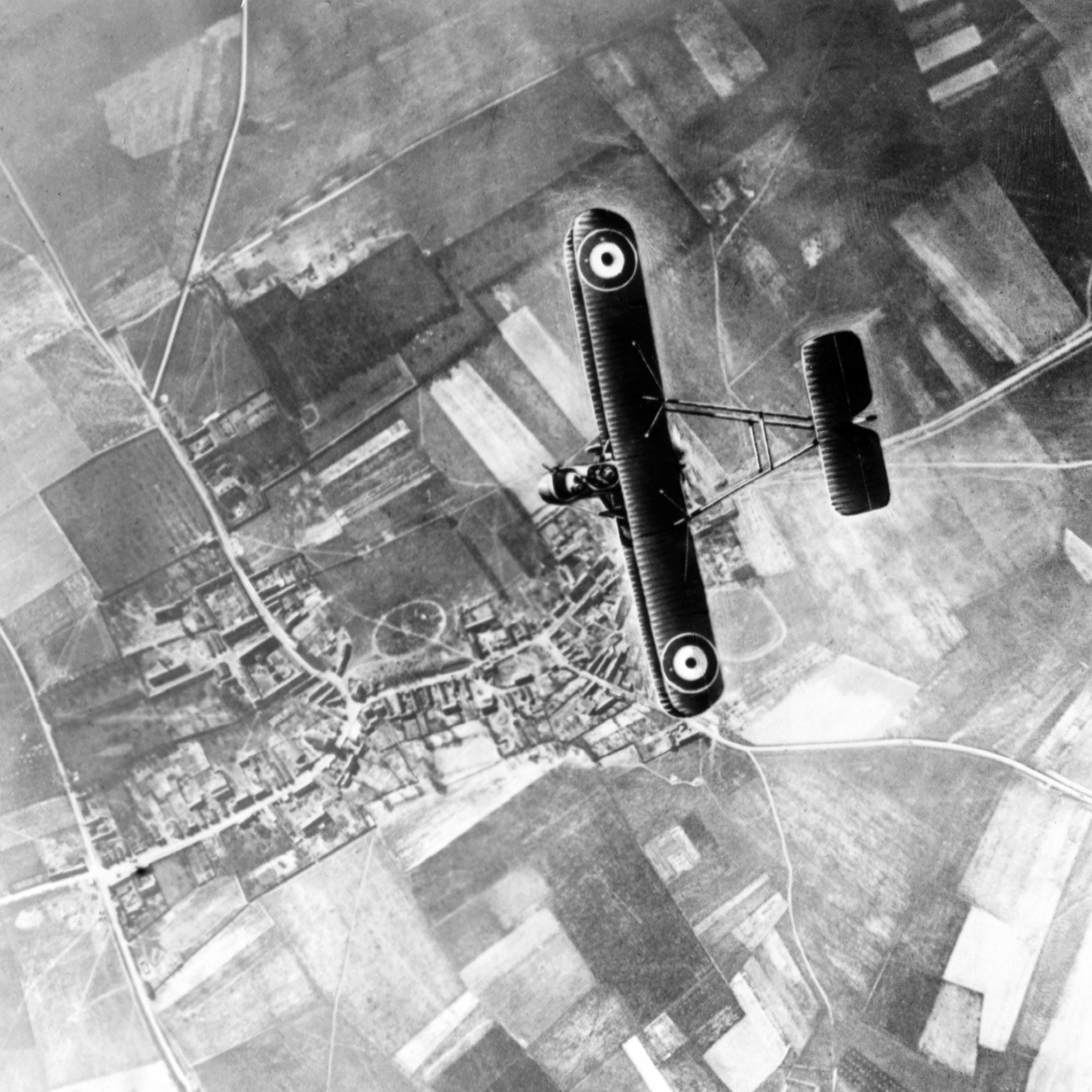
F.E.2

## Персоналії

### Народилися
- 25 березня — Антон Гакль (нім. Anton Hackl; † 10 липня 1984), німецький ас, здійснив більше 1000 бойових вильотів, здобувши 192 перемоги, кавалер Лицарського хреста Залізного хреста з Дубовим листям та Мечами (1944).
- 4 квітня — Василь Єфремович Колесніченко († 1 липня 1942), радянський військовий льотчик часів німецько-радянської війни, 573-го винищувального авіаційного полку 101-ї авіаційної дивізії ППО, Герой Радянського Союзу (1943).
- 7 травня — Георгій Агеєвич Лобов († 6 січня 1994), радянський льотчик і воєначальник, Герой Радянського Союзу, генерал-лейтенант авіації, професор.
- 17 серпня — Петро Олексійович Колесов († 29 липня 2004), радянський конструктор авіаційних двигунів, лауреат Сталінської (1951) і двох Державних (1971; 1979) премій[7].
- 26 серпня — Борис Феоктистович Сафонов († 30 травня 1942), один із найрезультативніших радянських винищувачів початкового періоду німецько-радянської війни, двічі Герой Радянського Союзу (1941; 1942).
- 10 вересня — Йоахім Гельбіг, (нім. Joachim Helbig; † 5 жовтня 1985), німецький бомбардувальник, здійснив більше 480 бойових вильотів, кавалер Лицарського хреста Залізного хреста з Дубовим листям та Мечами (1942).
- 27 листопада — Станіслав Скальський, польський військовий льотчик, найкращий ас польської винищувальної авіації часів Другої світової війни, бригадний генерал, після 1989 року — політик.

Василь Колісниченко
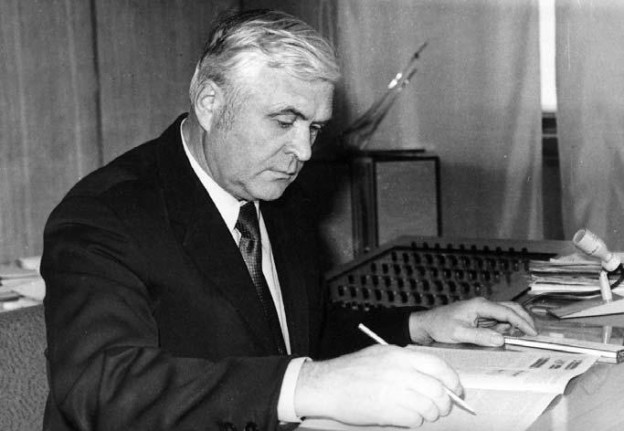
Петро Олексійович Колесов
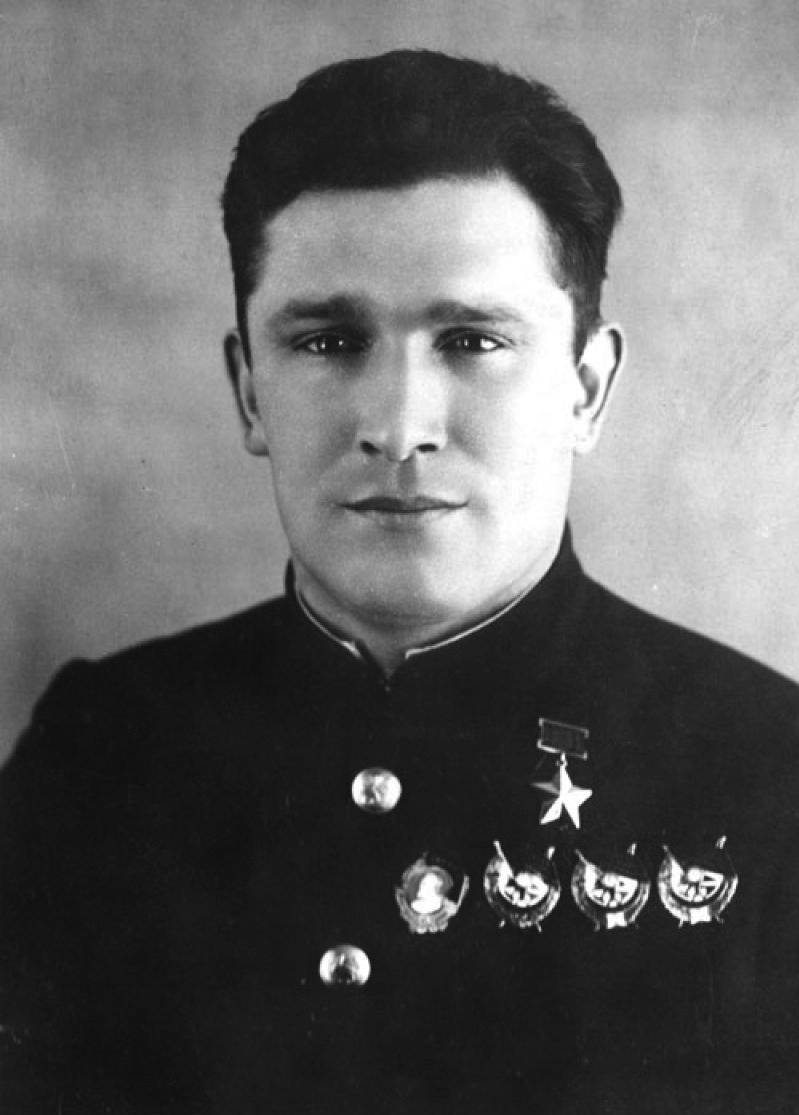
Борис Сафонов
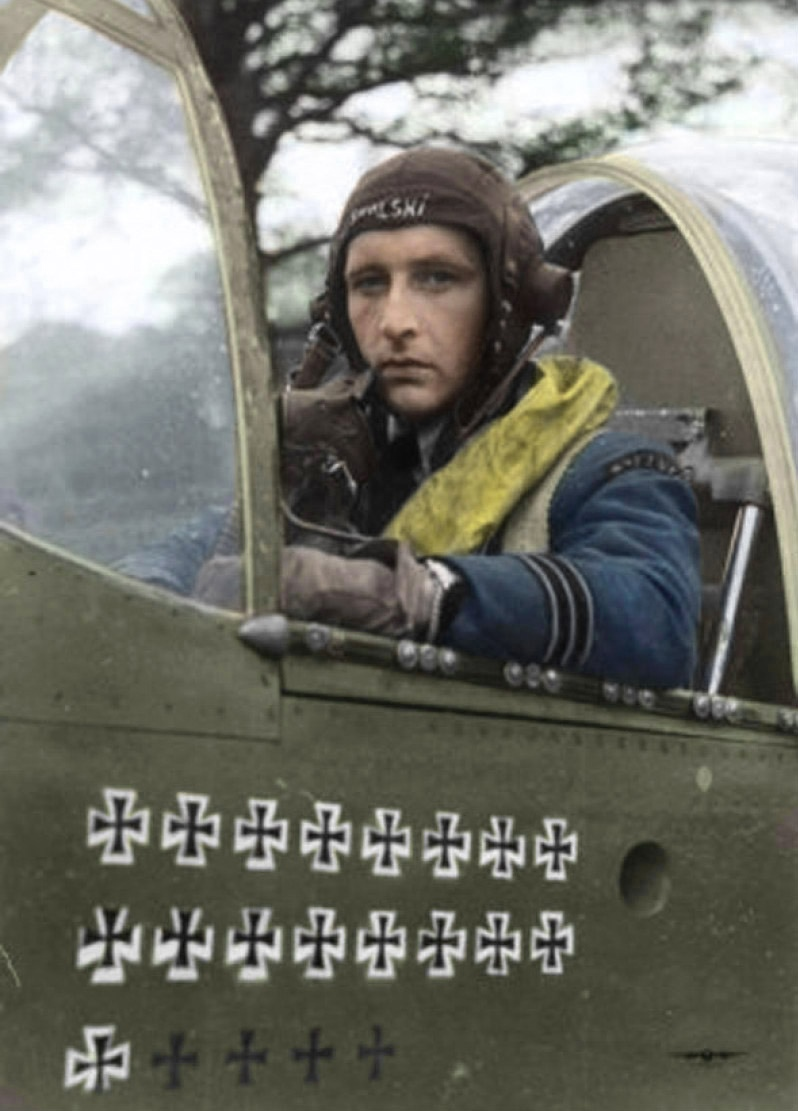
Станіслав Скальський

### Померли
- 14 березня — Лінкольн Бейчі (англ. Lincoln Beachey; * 3 березня 1887), американський піонер авіації, загинув у авіакатастрофі.
- 27 квітня — Вільям Барнард Родос-Мурхаус (англ. William Barnard Rhodes-Moorhouse; * 26 вересня 1887), британський військовий льотчик, загинув від наземного вогню.
- 17 червня — Реджинальд Варнефорд (англ. Reginald Alexander John Warneford; * 15 жовтня 1891), британський військовий льотчик, кавалер Хреста Вікторії загинув у авіакатастрофі.
- 31 серпня — Адольф Пегу (фр. Célestin Adolphe Pégoud; * 13 червня 1889), французький ас, загинув у повітряному бою.

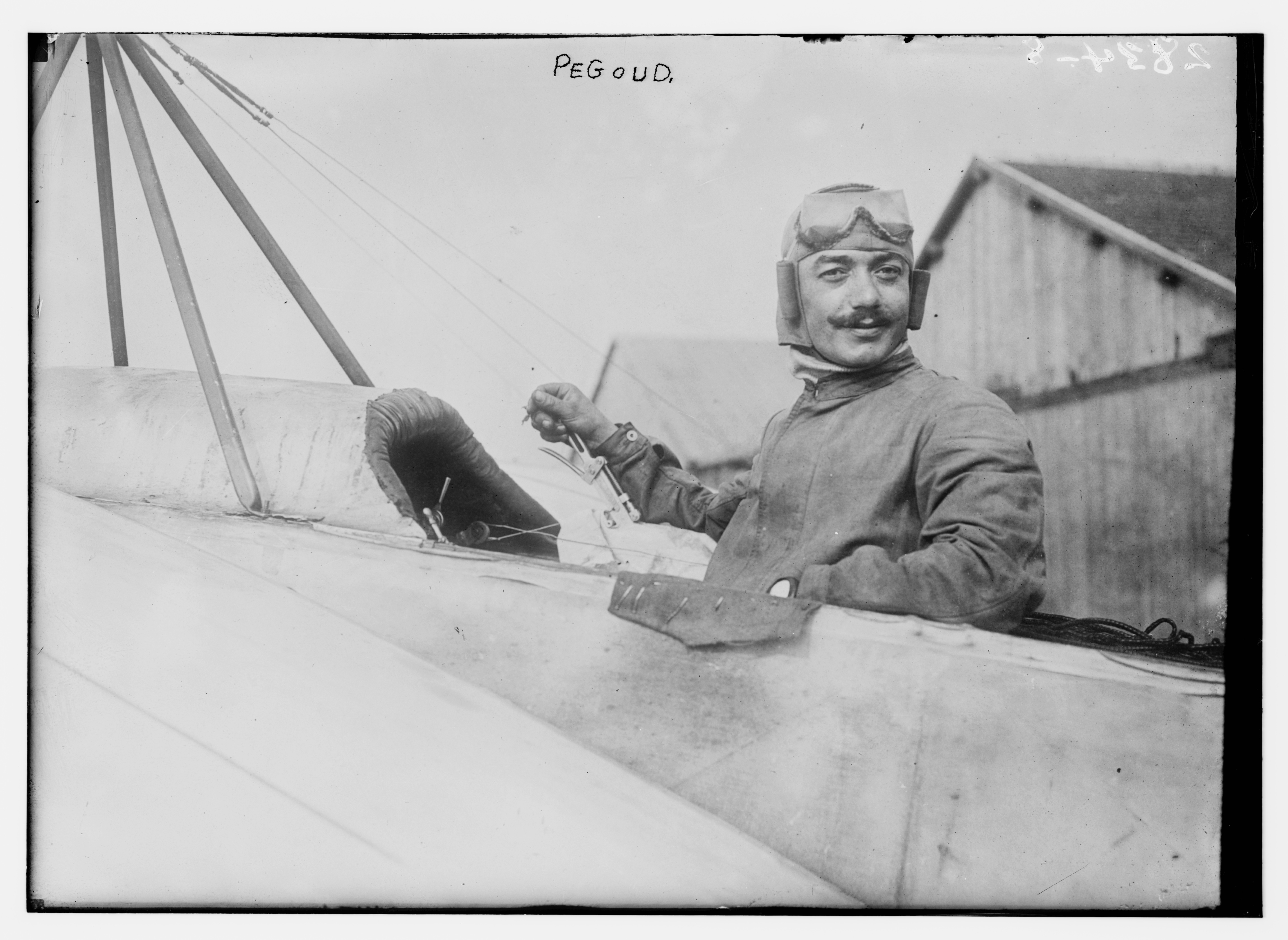
Адольф Пегу
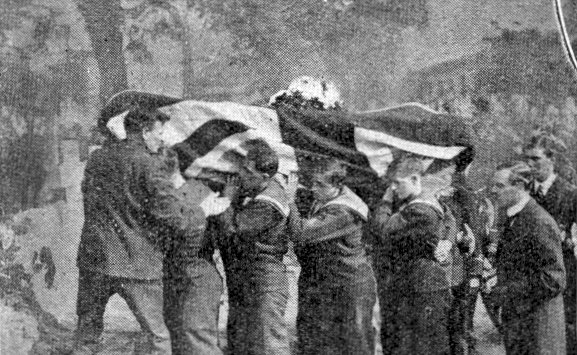
Похорон Реджинальда Варнефорда

### Виноски
1. ↑  Синхронізатор — пристрій, що дозволяє вести вогонь через площину обертання повітряного гвинта, без небезпеки його ушкодження кулями або снарядами. Вперше розроблено в Німеччині конструктором Антоном Фоккером у 1915. Застосовувався впродовж усього часу використання винищувачів, оснащених поршневими двигунами. З появою реактивної авіації, синхронізатори втратили свою актуальність.
2. ↑  У 1916 злилася з компанією Glenn L. Martin Company (засновано 16 серпня 1912), щоб в подальшому, у 1916, сформувати компанію Wright-Martin.